# ورزشگاه راین پارک
ورزشگاه راین پارک یا ورزشگاه ملی لیختن‌اشتاین که در شهر فادوتس، لیختنشتاین قرار دارد.
این ورزشگاه میزبان بازی های تیم ملی فوتبال لیختنشتاین است و میزبان بازی های خانگی باشگاه اف‌سی فادوتس در بلاترین مرحله رقابت های لیختنشتاین است.